# Winston (Nowy Meksyk)
Winston – jednostka osadnicza w Stanach Zjednoczonych, w stanie Nowy Meksyk, w hrabstwie Sierra.